# Eomyctophum
Eomyctophum es un género extinto de actinopterigios del orden Myctophiformes. Este género marino fue descrito por Daniltshenko en 1947.

## Especies
Clasificación del género Eomyctophum:
- † Eomyctophum Daniltshenko, 1947
  - † Eomyctophum gracile Daniltshenko, 1962
  - † Eomyctophum koraensis Daniltshenko, 1947
  - † Eomyctophum limicola Daniltshenko, 1960
  - † Eomyctophum menneri Daniltshenko, 1947